# Jon Olivares
Jon Olivares (Madrid, 1988) è un attore e insegnante spagnolo.

## Biografia
Jon Olivares è nato nel 1988 a Madrid (Spagna), all'età di sette anni si è trasferito nel quartiere di Osintxu a Bergara, in provincia di Gipuzkoa, più precisamente nella comunità dei Paesi Baschi, dove ha trascorso le estati alle Isole Canarie, luogo in cui proviene la sua famiglia paterna.

## Carriera
Jon Olivares nel 2011, all'età di 23 anni è stato eletto sindaco del distretto di Osintxu, carica che ha ricoperto per quattro anni. Successivamente ha deciso di intraprendere la carriera di recitazione, così ha iniziato a recitare in vari spettacoli teatrali. Nel 2013 ha fatto la sua prima apparizione come attore nella serie Goenkale. Nel 2016 ha recitato cortometraggio Liknart diretto da Ruben Sainz. L'anno successivo, nel 2017, ha recitato nella serie Ihesaldia basauri. Nel 2020 ha ricoperto il ruolo del protagonista Joxe Mari nella serie Patria e dove ha recitato insieme ad attori come Elena Irureta, Ane Gabarain, José Ramón Soroiz, Mikel Laskurain e Loreto Mauleón. Nello stesso anno ha interpretato il ruolo di Urko nella miniserie Altsasu. Nel 2021 ha preso parte al cortometraggio Yo tampoco sé qué hago aquí diretto da Marco Barada e dove ha ricoperto il ruolo di Martín. L'anno successivo ha recitato nelle serie Desaparecidos, in Sagrada familia (nel ruolo di Pedro Olivares Simón) e in Los pacientes del doctor García (nel ruolo di Adrián Gallardo). Nello stesso anno ha recitato nel cortometraggio Imbécil diretto da Roberto Cano e nel film Un hombre de acción diretto da Javier Ruiz Caldera.

## Filmografia

### Cinema
- Un hombre de acción, regia di Javier Ruiz Caldera (2022)

### Televisione
- Goenkale – serie TV (2013)
- Ihesaldia basauri – serie TV (2017)
- Patria – serie TV, 8 episodi (2020)
- Altsasu – miniserie TV, 4 episodi (2020)
- Desaparecidos – serie TV, 4 episodi (2022)
- Sagrada familia – serie TV, 8 episodi (2022)
- Los pacientes del doctor García – serie TV, 8 episodi (2022)

### Cortometraggi
- Liknart, regia di Ruben Sainz (2016)
- Yo tampoco sé qué hago aquí, regia di Marco Barada (2021)
- Imbécil, regia di Roberto Cano (2022)

## Teatro
- Isladak di Taupada teatro, diretto da Edurne Lasa (2010)
- Rusini di Jóse Luis Alonso de Santos, diretto da Edurne Lasa (2011)
- Komediak oroimenean di Taupada, diretto da Edurne Lasa (2012)
- Erotik di Jóse Luis Alonso de Santos, diretto da Edurne Lasa (2013)
- Bohemioen kluba di Taupada, diretto da Edurne Lasa (2014)
- XVII feria medieval di Balmaseda (2015)
- Esperando al zurdo di Clifford Odets, diretto da Teresa Calo (2015)
- Ikasgaia (La Lección) di Eugène Ionesco, diretto da Edurne Lasa (2017)

## Doppiatori italiani
Nelle versioni in italiano dei suoi film e delle sue serie TV, Jon Olivares è stato doppiato da:
- Paolo Vivio[14] in Sagrada familia[15]